# دختران شو
دختران شو یا دختران نمایش (انگلیسی: Showgirls) فیلمی اروتیک و درام به کارگردانی پل ورهوفن محصول سال ۱۹۹۵ است.

## داستان فیلم
دختری به نام نومی مالون که رقاص استریپر است، تصمیم میگیرد برای پیشرفت به لاس وگاس برود. در ابتدای سفر چمدانش مورد سرقت قرار میگیرد و با دختری به نام مالی آشنا میشود. مالی طراح صحنه معروف ترین و  بزرگترین تئاتر استریپر لاس وگاس است. نومی کارش را در یک کلاب استریپر کوچک شروع میکند و بخاطر استعدادی که دارد مورد توجه کریستال کانرز "رقصنده اول" و زک "تهیه کننده" تئاتر شهر قرار میگیرد و بعد از رابطه استریپ با زک و به توصیه کریستال توسط کارگردان به تئاتر دعوت میشود و تست میدهد. به تدریج و با درخشش در کار و ارتباط جنسی با زک نقش اول تئاتر را میگیرد ولی بخاطر قدرت حقوقی کریستال و چون درخواست او را برای رابطه رد میکند، نمیتواند در تئاتر به عنوان نقش اول، اجرا کند و این اتفاق، باعث حسادت نومی میشود و در آخرین اجرا با هل دادن و مصدوم کردن کریستال بالاخره نقش اول را بدست می آورد و به شهرت میرسد. روزی یک بازیگر معروف هالیوود به نام اندی کارور که دوست زک است به لاس وگاس می آید، مالی که عاشق کاراکتر اوست، توسط نومی به وی معرفی میشود ولی در کمال تعجب کارور و دوستانش به او تجاوز میکنند و به او آسیب شدید میرسانند. نومی که به شدت ناراحت است و از طرفی زک او را از تماس با پلیس منصرف و تهدید کرده است، به بهانه ارتباط با کارور خودش را به اتاق او میرساند و با تهدید چاقو، شدیدا او را کتک میزند و سرآخر  اتفاقی و با همان راننده که چمدان او را به سرقت برده بود، بدون هیچ دستاوردی به شهر خود فرار میکند.

## بازیگران
- الیزابت برکلی
- کایل مک‌لاکلن
- جینا گرشان
- رابرت داوی
- گلن پلامر
- ویلیام شاکلی
- رینا ریفل
- جینا راوه‌را